# Івки (Обухівський район)
І́вки — село в Україні, у Богуславській міській громаді Обухівського району Київської області. Колишній орган місцевого самоврядування — Хохітвянська сільська рада. Населення становить 215 осіб.

## Назва
За версією українського краєзнавця Лаврентія Похилевича, назва села походить від великої кількості верби (рос. ива), що зростає над сільськими ставками.

## Географія
Івки відрізняються своїм рельєфом, зокрема ярами, які простягаються навколо села. Один з таких ярів має назву «Панський яр». Ймовірно, що в цій місцевості колись мешкав польський пан. За радянських часів цей яр використовувався як плацдарм для проведення мотородео під егідою товариства ДТСААФ, для мотоциклів з об'ємом двигуна 125 см³ та 250 см³.
Також село має дуже чудову природу. Має декілька ставків, на 2\3 межує з лісом, чисте повітря і цілющу воду.
Вулиці
В Івках налічується 5 вулиць.
- Богуславська
- Вигін
- Польова
- Ставкова
- Хохітвянська

## Населення
За даними всеукраїнського перепису населення 2001 року у селі мешкало 215 осіб.
Мова
Розподіл населення за рідною мовою за даними перепису 2001 року був наступним:
| українська | 215 | 100,00 |

## Історія
У другій половині XVIII століття села Хохітва та Івки перебували у власності польського шляхтича Яна Клеменса Браницького, згідно ерекційної грамоти виданої Браницькому у Білостоці 14 березня 1766 року. Як зазначено у візиті Богуславського деканату за 1790 рік, селяни Івок належали до парафії церкви Різдва Христового в Хохітві. Тоді в селі мешкало 226 осіб. У XIX столітті поблизу села виявлений давній курган.
Сталінська колективізація на селі передбачала не лише об'єднання селян у колгоспи, а й ліквідацію цілого класу хазяйновитих заможних господарів, яких комуністи називали куркулями. Йосип Сталін особисто проголосив політику «ліквідації куркульства як класу». Розкуркулення відбувалося в умовах, коли не було чіткого визначення, хто є куркулем: чи це той, хто використовує найману працю, чи просто заможний селянин. Так, 1930 року в Івках рішенням місцевих органів влади був розкуркулений місцевий селянин-одноосібник, українець, Матійко Андрій Артемович (нар. 1877). Подальша його доля після арешту невідома. Реабілітований у 1991 році.
На початку 1930-х років два колгоспи, що діяли в Івках, об'єдналися в одне господарство «Правда». За виступи проти політики радянської влади на селі Кривошея П. С. (нар. 1908), івківчанина, студента одного з київських вишів, 1933 року було засуджено до 5 років позбавлення волі. Під час Голодомору 1932—1933 років, від штучного голоду в Івках померло 16 осіб, з них дві дитини.
Івки звільнені від німецької окупації 4 лютого 1944 року.

## Відомі люди
- Коломієць Дмитро Сидорович — український правник, учасник німецько-радянської війни[13].
- Матійко Ганна Степанівна (1910—1981) — українська дитяча письменниця, журналістка.
- Матійко Олександр Михайлович (1919—2005) — український поет, журналіст, публіцист, багаторічний редактор газети «Сільські Вісті», заслужений працівник культури України.
- Старчевський Альберт Вікентійович (пол. Adalbert Wojciech Starczewski, рос. Альберт Викентьевич Старчевский; 28 квітня 1818, Івки, Київська губернія — 7 жовтня 1901, Санкт-Петербург) — російський історик літератури, журналіст, редактор, філолог, лексикограф та енциклопедист польського походження, знавець європейських та східних мов, автор книг з історії, дослідник листів Катерини II.

## Інфраструктура

### Економіка
2017 року в Івках підприємцем Тарасом Ложенком відкрито козячий комплекс та сироварню «Добра Ферма» на 350 голів. За тиждень тут переробляють до 7 тонн молока. З нього виготовляють сметану, кефір, вершки та сироватку, а найкращу сировину залишають для виробництва сирів. У сирному сховищі на фермі нині дозрівають 10 видів сирів різного віку. Навесні 2016 року родина Ложенка відкрила у столиці перший музей історії сиру. Його безкоштовно можна відвідати у Києві на вулиці Шовковичній, 50а.

### Освіта
В селі діє Івківська початкова школа.